# Энцефаляртос Уайтлока
Энцефаля́ртос Уа́йтлока (лат. Encephalartos whitelockii) — вечнозелёный древовидный саговник рода Энцефаляртос (Encephalartos) семейства Замиевые. 
Эндемик Уганды с узким ареалом.

## Название
Видовое латинское название дано в честь Лорана Уайтлока (Loran Whitelock), современного исследователя и коллекционера саговниковых из Лос-Анджелеса, штат Калифорния, за значительный вклад в изучение саговников.

## Ботаническое описание
Ствол 4 м высотой, 35-40 см диаметром. 
Листья 310—410 см длиной, тёмно-зелёные, сильно блестящие; хребет зелёный, немного изогнутый; черенок прямой, с 6—12 колючками. Листовые фрагменты ланцетные; средние — 23—30 см длиной, 20—28 мм в ширину. 
Пыльцевые (мужские) шишки 1—5, узкояйцевидные, зелёные или жёлтые, длиной 50 см, 9 см диаметром. Семенные (женские) шишки 1—3, яйцевидные, зелёные или жёлтые, длиной 45 см, 35 см диаметром. Семена яйцевидные, длиной 30—35 мм, шириной 25—30 мм, саркотеста красная.

## Распространение
Этот вид встречается в районе Кабароле в юго-западной части Уганды. Популяции встречаются вдоль реки Мпанга, выше и ниже водопада на высоте от 1000 до 1300 м над уровнем моря. 

## Экология
Растёт почти на отвесных гранитах и на скалистых склонах, среди высокой травы в саванне. Также встречается в плотных вечнозелёных горных лесах.

## Охранный статус
Вид находится на грани исчезновения. Угрозы включают в себя: строительство малой гидроэлектростанции, строительство дорог и лагерей, преобразование земель в сельскохозяйственные, сбор растений, сжигание некоторых районов. Общая популяция растения составляет порядка 8000 взрослых экземпляров. 10 % популяции локализовано в пределах национального парка Элизабет-Куин.